# بيلوس (شخصية بابلية)

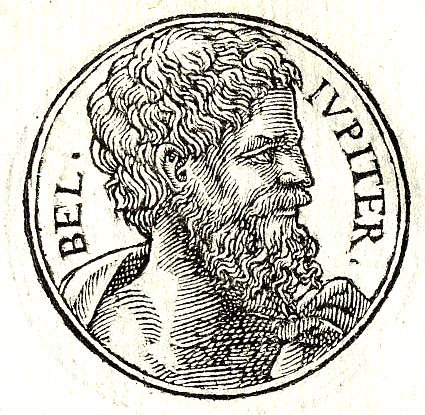
بيلوس في طابع لغيلوم رويلي

يشير بيلوس (في اليونانية القديمة: ςος ، Bēlos) في النصوص الكلاسيكية اليونانية أو اللاتينية الكلاسيكية (والنصوص التي اعتمدت عليها لاحقاً) في السياق البابلي إلى الإله البابلي بيل مردوخ. على الرغم من أنه في كثير من الأحيان قد تم تعريف زيوس اليوناني وجوبيتر اللاتيني باسم «زيوس بيلوس» أو «جوبتير بيلوس»، إلا أن بيلوس في حالات أخرى ظهر كشخصية يوهيمرية بأنه ملكاً سحيقاً كان قد أسسّ بابل وبنى الزقورة. حيث عُرف وعُبد كإلهاً للحرب.
يذكر يوسابيوس القيصري أن أرتابانوس وجد في أعمال مجهولة أن العمالقة الذين كانوا يقيمون في بابل قد دمرتهم الآلهة بسبب الإهمال، ولكن أحدهم اسمه بيلوس هرب واستقر في بابل وعاش في البرج الذي بناه واسمه «برج بيلوس». بعد ذلك يستشهد يوسابيوس بالمؤرخ الاغريقي أبيدينوس للحصول على معلومات تفيد بمعرفة موقع بابل:
هذا يبدو وكأنه نسخة عقلانية من هزيمة مردوخ لتيامات في إنوما إليش ثم يأتي بيلوس ليصبح إلهاً. بعد ذلك بقليل، في نبوءة مفترضة للملك نبوخذ نصر الثاني، يدعي فيها الملك نبوخذنصر أنه من سلالة بيلوس.
أما ديودور الصقلي فيستشهد بالمؤرخ يوهيميروس فيما يتعلق بأن زيوس ذهب إلى بابل واستمتع به بيلوس (يوهيمرية زيوس). ويضيف ديودور أيضًا بكيفية طلب كلدان بابل من الإسكندر الأكبر باستعادة «قبر بيلوس» الذي تم هدمه من قبل الفرس. يشير المؤرخ اليوناني سترابو إلى الزقورة بوصفها «قبر بيلوس» الذي تم هدمه من قبل خشايارشا الأول.
من المحتمل أن يكون بيلوس البابلي لا يختلف عن شخصية آشورية قديمة غامضة تدعى أيضاً بيلوس على الرغم من أن بعض المؤرخين يميزون فيما بينهم.

## الهوامش
1. ↑  "Eusebius of Caesarea: Praeparatio Evangelica (Preparation for the Gospel). Tr. E.H. Gifford (1903) -- Book 9". tertullian.org. مؤرشف من الأصل في 2018-10-18.